# ジェフ・バトラー
ジェフ・バトラー（Jeff Butler、1990年6月12日 - ）は、アメリカ合衆国の車いすラグビー選手。アメリカ合衆国フォートウェイン出身。

## 略歴
2003年、交通事故で首を痛めて車いすラグビーを始めた。なおパラリンピックではリオデジャネイロ大会・東京大会にアメリカ代表に選ばれてリオデジャネイロ大会・東京大会で銀メダル獲得。